# Kursiljo – Mali tečaj kršćanstva
Kursiljo – Mali tečaj kršćanstva (špa. cursillo – hrv. "mali tečaj"), mali tečaj kršćanstva.  Cursillo) je eklezijalni pokret nastao među studentskom mladeži u Španjolskoj.
Cilj Malog tečaja kršćanstva jest duhovno obnoviti društvo obnovom njegovih pojedinaca tako, da mu se posvijestiti dostojanstvo njegova poziva kojeg je primio krštenjem, potakne na skladniji život u zajednici (obiteljskoj, crkvenoj, profesionalnoj,…) te u njemu probuditi svijest, da je pozvan živjeti u svijetu kojeg treba ustrajno produhovljavati donošenjem evanđeoskog duha u sva područja života: ekonomije, politike, morala, medija, socijalnih struktura, odgoja i obrazovanja, kulture i dr. 
Sudionici Kursilja, njih 25 do 35, okupljaju se kroz puna tri dana, gdje slušaju nagovore suradnika – laika i svećenika. Nakon svakog nagovora slijedi razgovor na temu u manjim grupama (5-8 sudionika). Svaka grupa ima svog animatora, koji potiče i usmjerava grupu te se svakom sudioniku pruža mogućnost izražavanja svog mišljenja i postavljanja pitanja. 
U Katoličkoj Crkvi u Hrvatskoj, Kursiljo – Mali tečaj kršćanstva počeo je djelovati 1974. godine posredovanjem svećenika Zagrebačke nadbiskupije, Andrije Vrane. Prvi je tečaj održan u župi sv. Anastazije u Samoboru. Osim u Zagrebačkoj nadbiskupiji, u kojoj je najduže prisutan i najčvršće ukorijenjen, Kursiljo se održava gotovo u svim hrvatskim biskupijama i u nekim biskupijama Bosne i Hercegovine. Do sada je održano više od 700 tečajeva za odrasle, mlade, prognane i izbjegle, ranjenike, invalide i branitelje, prosvjetare… Održano je i više od 1.000 jednodnevnih obnova (ultreja), nekoliko seminara za produbljivanje duhovnoga života i permanentnu izobrazbu suradnika i voditelja.
Zaštitnik Kursilja je Sveti Pavao.
Kursiljisti se pozdravljaju s "De colores".
Trodnevni je tečaj koji ima za cilj:
- vratiti povjerenje čovjeka u čovjeka,
- vratiti cijenu čovjeku,
- vratiti dostojanstvo čovjeku jer je sveden na funkciju,
- uspostaviti zajedništvo,
- pokušati riješiti bitne stvari za čovjekovu sreću, jer čovjeka muče grijeh, đavao, pitanje smrti,
- naučiti čovjeka ophoditi se sa strahovima,
- naučiti čovjeka nositi se s bolešću,
- da čovjek stekne pravilan odnos prema povrjedama – kroz oprost i pomirenje,
- izvući čovjeka iz depresije,
- omogućiti čovjeku novi život u radosti i slobodi djece Božje,
- omogućiti čovjeku pristup izvorima: molitvi, sakramenta (krsta, pomirenja, euharistije), Svetom pismu, klanjanju, pobožnostima

Osobitost ovog tečaja je što nije samo svećenik koji tumači laicima, nego i laici. Laici nastoje iznositi iskustvo, da je moguće živjeti kršćanski, ne tumače se prvenstveno načela i nisu u prvom planu informacije o kršćanstvu. Laici više govore svjedočenjem a svećenici propovijedanjem. Koncepcija cijelog tečaja jest kao ponuda a ne uvjeravanje, što ga time čini pastoralom odraslih, koji želi omogućiti polaznicima doživljaj pravoga, učiniti svjesnim značenje krštenja, povesti u pravo crkveno ( euharistijsko) zajedništvo, uvesti u radostan i hrabar apostolat svjesno toga da je vođeno duhom Isusa Krista.

## Vanjske poveznice
- . (ika / gk): Kursiljo proslavio 40 godina djelovanja u Hrvatskoj  Arhivirana inačica izvorne stranice od 24. rujna 2014. (Wayback Machine), Glas Koncila, 27. rujna 2014.
- Kursiljo